# Gibson ES-175
Gibson ES-175 — джазова електрогітара з порожнистим корпусом, вироблена Gibson Guitar Corporation. ES-175 стала однією з найпопулярніших гітар Gibson.

## Історія
У 1949 році компанія Gibson Guitar представила ES-175. Вона одразу мала успіх і стала однією з найпопулярніших гітар Gibson. У книзі Адріана Інгрема The Gibson ES175: Its History And Players він стверджує, що Gibson продав 37 000 гітар за перші п'ятдесят років виробництва. Перші ES-175 були випущені з покриттям сонячних променів і роздрібною ціною $175.
З 1949 по 1953 роки версії ES-175 мали один звукознімач P-90. 31 липня 1953 року Gibson випустив версію ES-175 з двома звукознімачами з літерою «D» (175D) для подвійного звукознімання.
Gibson припинив виробництво цієї моделі в 2019 році.

## Рецепція
Гітара була однією з найуспішніших моделей Gibson. Версія з одним звукознімачем припинила випускатись в 1971 році, але Gibson продовжував випускати версію з двома звукознімачами.

## Відомі гравці
- Джорді Вокер
- Герб Елліс[1]
- Джон Фрушанте[1]
- Стів Гау[5]
- Джо Пасс[1]
- Говард Робертс[6]
- Джеремі Спенсер з Fleetwood Mac
- Пет Метіні
- Джим Холл
- Shakey Graves[7]
- Іззі Стредлін
- Бак Дхарма з Blue Öyster Cult

## Варіанти
- ES-165
- ES-295[4]
- ES-775[4]